# Pain aux raisins
Pain aux raisins (significando "pão com passas", em francês), também designado como escargot (significando "caracol", em francês), brioche aux raisins no sul da França, couque aux raisins, couque escargot ou couque suisse na Bélgica, pain russe em Lyon, escargot aux raisins (significando "caracol com passas", em francês) no sudoeste e no leste da França, schneck no Luxemburgo e na Alsácia, assim como em Marrocos e na Tunísia, e pain suisse na Argélia, é um bolo tradicional da culinária da França, do tipo viennoiserie, em forma de espiral.
É composto de massa folhada misturada com passas, recheada com creme de baunilha. É tradicionalmente consumido ao pequeno-almoço, ou como merenda.
As passas podem facultativamente ser embebidas em rum.
Após cozedura em forno, os pains aux raisins podem
receber uma cobertura de glacê de calda de açúcar de confeiteiro ou de limão.

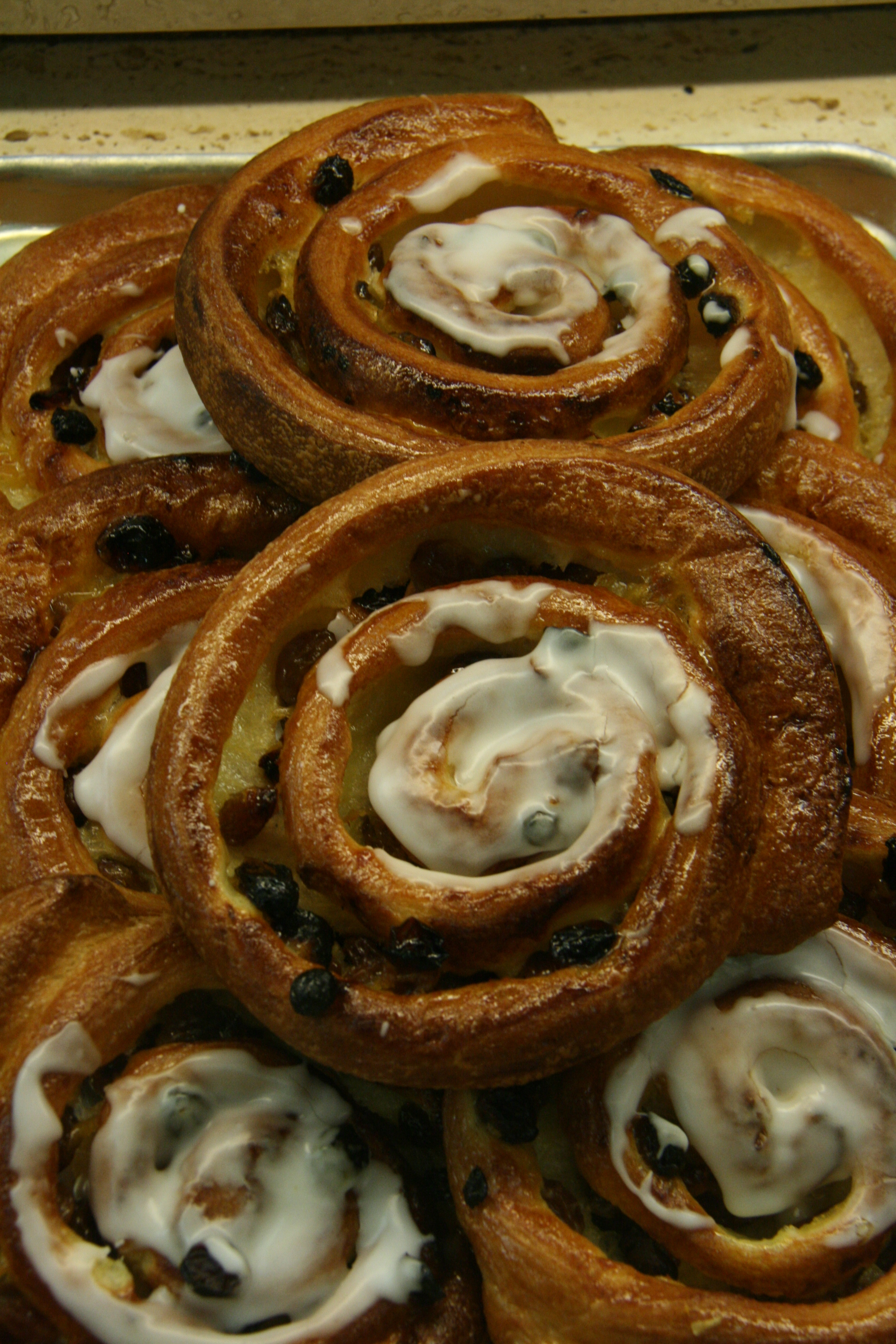
Caracolas espanholas

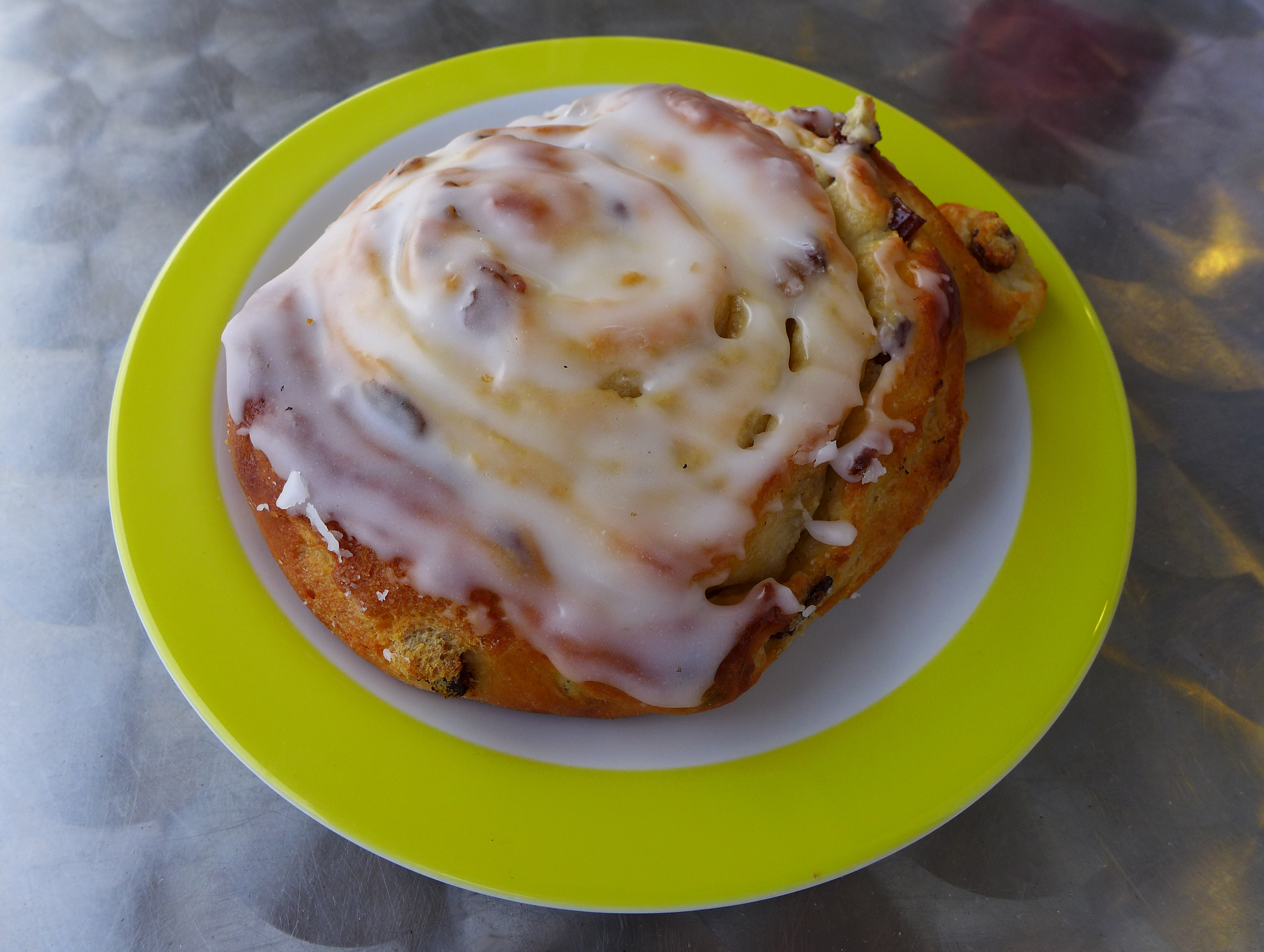
Rosinenschnecke alemão

A versão espanhola deste bolo é designada como caracola. Apresenta frequentemente cobertura de glacê.
Na Alemanha e na Áustria, existe também uma variação deste bolo conhecida como Rosinenschnecke (caracol de passas, em alemão), preparada com recheio de maçapão ou Persipan e cobertura de glacê.